# Dítě číslo 44 (film)
Dítě číslo 44 (v originále Child 44) je americký hraný film z roku 2015. Jde o adaptaci stejnojmenného románu britského spisovatele Toma Roba Smitha. Kniha i film jsou inspirovány skutečným případem sovětského sériového vraha Andreje Čikatila, jen je děj posunut – v knize i snímku – z 80. do 50. let 20. století. Režisérem snímku byl Švéd Daniel Espinosa. V hlavních rolích se představili především evropští herci: Tom Hardy, Noomi Rapaceová, Joel Kinnaman nebo Gary Oldman. Film byl natáčen v Česku a v české koprodukci s Barrandov Studio, ve snímku se proto objevují i čeští a slovenští herci jako Vlastina Svátková, Jaromír Nosek, Jana Stryková, Petr Vaněk, Petra Navrátilová, Marie Jansová, Karel Dobrý, Barbara Lukešová, Hana Frejková, Petra Lustigová, Kristýna Leichtová, Ondřej Malý, Václav Jiráček, Jan Antonín Duchoslav, Robert Jašków nebo Lukáš Jůza. Natáčelo se například na zámku Hořín, v Národním muzeu v Praze nebo ve stanici metra Anděl. V Rusku bylo promítání filmu zakázáno se zdůvodněním, že překrucuje historické události a nepravdivě znázorňuje sovětskou éru. Snímek byl komerčně neúspěšný, výdělek v kinech ani zdaleka nepokryl výrobní rozpočet 50 milionů amerických dolarů.